# Tyler James Williams
Tyler James Williams (Condado de Westchester, Nueva York; 9 de octubre de 1992) es un cantante, compositor, actor y rapero estadounidense. Es más conocido por haber interpretado el personaje protagonista de la sitcom Everybody Hates Chris, inspirada en la adolescencia del comediante Chris Rock.

## Vida y carrera
Williams nació en el Condado de Westchester, en Nueva York, y creció en Yonkers, Nueva York. Su madre, Angela Williams, es una cantante/compositora, y su padre, Le'Roy Williams, es un sargento de la policía. Williams tiene dos hermanos menores: Tyrel Jackson Williams (n.1997) y Tylen Jacob Williams (n. 2001). Su hermano menor Tyrel es también un actor, y protagoniza la serie de Disney XD Lab Rats.
Williams ya actuó en Little Bill como la voz de Bobby, en pocas palabras reemplazando a Devon Malik Beckford en el año 2000, e interpretó a sí mismo (o un personaje del mismo nombre, "Tyler") en el programa de niños Sesame Street de 2002 a 2005. También ha aparecido como estrella invitada en Two for the Money, Law & Order: Special Victims Unit, y la serie Hi-jinks junto con su coestrella de Everybody Hates Chris Tichina Arnold. Él salió con la estrella de True Jackson, VP Keke Palmer desde principios de 2007 a finales de 2008. A finales de 2009, Williams apareció en la segunda temporada de True Jackson, VP como Justin en el episodio "Flirting with Fame". Interpretó a un rapero llamado Lil' Shakespeare.

## Filmografía

### Cine y televisión
| Año           | Título                           | Personaje                       | Notas                                   |
| ------------- | -------------------------------- | ------------------------------- | --------------------------------------- |
| 2000          | Little Bill                      | Bobby                           | (episodios desconocidos)                |
| 2000          | Sesame Street                    | Él mismo                        | (varios episodios, 2000–2005)           |
| 2003          | Late Night with Conan O'Brien    | Kids Say the Darnedest Things   | (episodios desconocidos)                |
| 2003          | Saturday Night Live              | Hijo adoptivo de Jack Black     | episodio: Jack Black/John Mayer         |
| 2005          | Law & Order:SVU                  | Kyle McGovern                   | (1 episodio: "Parts")                   |
| 2005          | Everybody Hates Chris            | Chris Rock                      | Rol principal                           |
| 2005          | Hi-Jinks                         | Él mismo                        | (1 episodio)                            |
| 2006          | Unaccompanied Minors             | Charlie Goldfinch               |                                         |
| 2006          | The Ant Bully                    | Blue Teammate #1                | (voz)                                   |
| 2006          | Everyone's Hero                  | Voces Adicionales               | (voz, como James Williams)              |
| 2009          | The Cleaner                      | Kenji Simon                     | (1 episodio: "Last American Casuality") |
| 2009          | True Jackson, VP                 | Justin "Lil' Shakespeare" Weber | (2 episodios)                           |
| 2010          | Batman: The Brave and the Bold   | Firestorm                       | (voz, 1 episodio: "A Bat Divided!")     |
| 2011          | House M.D.                       | Landon Parks                    | (1 episodio: "Carrot or Stick")         |
| 2012          | Let It Shine                     | Cyrus DeBarge                   | Disney Channel Original Movie           |
| 2012          | Lab Rats                         | Leo del Futuro                  |                                         |
| 2012          | Go On                            | Owen                            |                                         |
| 2014-2015     | The Walking Dead                 | Noah                            | Recurrente (Temporada 5, 10 episodios)  |
| 2014          | Dear White People                | Lionel Higgins                  |                                         |
| 2015          | Criminal Minds                   | Russ "Monty" Montgomery         | Invitado                                |
| 2016-2017     | Mentes Criminales: Sin Fronteras | Russ "Monty" Montgomery         | Papel principal                         |
| 2019          | Whiskey Cavalier                 | Edgar Standish                  | Papel principal                         |
| 2021-presente | Abbott Elementary                | Gregory Eddie                   | Papel principal                         |

## Premios
- En 2007, Williams ganó el premio NAACP como «Mejor actor en serie de comedia». Es la persona más joven en recibir el premio, contando tan solo con 14 años cuando lo ganó.

- En 2010, Williams fue nominado para NAACP como «Mejor actor en serie de comedia».
- En 2023, Williams ganó el premio Golden Globes «Mejor actor de reparto en serie de comedia» por su interpretación en Abbott Elementary.